# Arp 326
Arp 326 ist eine interagierende Galaxiengruppe im Sternbild Jungfrau. Halton Arp gliederte seinen Katalog ungewöhnlicher Galaxien nach rein morphologischen Kriterien in Gruppen. Diese Galaxiengruppe gehört zu der Klasse Ketten von Galaxien.
| Bezeichnung              | α J2000.0     | δ J2000.0   | Morphologischer Typ | mV   | Winkelausdehnung | Entfernung (Mio. Lj.) |
| ------------------------ | ------------- | ----------- | ------------------- | ---- | ---------------- | --------------------- |
| UGC 8610                 | 13h 37m 19,7s | +6° 29′ 08″ | Sa                  | 15,4 | 1,2' × 0,4'      | 507                   |
| PGC 1302784              | 13h 37m 21,3s | +6° 32′ 40″ |                     | 17,4 | 0,35' × 0,3'     | 510                   |
| PGC 48177                | 13h 37m 24,3s | +6° 30′ 37″ | Spiral              | 15,3 | 0,6' × 0,4'      | 512                   |
| UGC 8613                 | 13h 37m 23,9s | +6° 26′ 12″ | SB                  | 15,3 | 1,4' × 0,6'      | 319                   |
| PGC 214126               | 13h 37m 27,9s | +6° 24′ 35″ |                     | 17,1 | 0,5' × 0,2'      | 321                   |
| SDSS J133710.57+062828.3 | 13h 37m 10,6s | +6° 28′ 08″ |                     | 18   | 0,22' × 0,19'    | 496                   |